# Lippard-Stewart Motor Car Company
Lippard-Stewart Motor Car Company war ein US-amerikanischer Hersteller von Nutzfahrzeugen.

## Unternehmensgeschichte
Das Unternehmen wurde 1911 in Buffalo im US-Bundesstaat New York gegründet. Im gleichen Jahr begann die Produktion von Lastkraftwagen. Der Markenname lautete Lippard-Stewart. Thomas R. Lippard und R. G. Stewart, die offensichtlich die Gründer und Namensgeber waren, verließen das Unternehmen bereits im Juli 1912 und gründeten die Stewart Motor Corporation. 1919 endete die Produktion.

## Fahrzeuge
Zunächst gab es Lieferwagen mit rund 680 kg Nutzlast. Der Wasserkühler war hinter dem Vierzylindermotor eingebaut. Dadurch war eine nach vorne abfallende Motorhaube möglich, wie sie damals bei Modellen von Renault üblich war. Spätere Ausführungen boten 450 kg bis 900 kg Nutzlast mit verschiedenen Radständen. Sie hatten Vierzylindermotoren von der Continental Motors Company und Dreiganggetriebe.
Außerdem entstanden mindestens drei Lkw für die Streitkräfte der Vereinigten Staaten, die an der Grenze zu Mexiko eingesetzt wurden. Der Vierzylindermotor von Continental war mit 35 PS angegeben.
Ein Fahrzeug gehört zur Harrah-Sammlung in Reno.